# 罗家村 (章丘市)
罗家村，中华人民共和国山东省济南市章丘市高官寨镇所辖的一个行政村。全行政村人口519户、1946人(2005年)。耕地面积5050亩(2005年)。行政区划代码370181114233。